# Јурај Бјанкини
Јурај Бјанкини (Стари Град на Хвару, 30. август 1847 — Сплит, 27. март 1928), био је хрватски политичар и публициста.
У периоду од 1881. до 1887. те од 1889. до 1918. био је заступник у Далматинском сабору, а од 1892. до 1918. и заступник у бечкоме Царевинском вијећу.
Током Првог светског рата приступио је Југословенском клубу у бечком парламенту, а учествовао је и при доношењу Мајске декларације (1917).
Био је члан привременог народног представништва и потпредседник владе Љубомира Давидовића. У почетку је био члан Југословенске Демократске странке, а потом Самосталне демократске странке.
У периоду од 1923. до смрти Бјанкини је био и председник друштва Јадранска стража.
Његов брат је лекар и политичар Анте Бианкини.